# Manta Rota

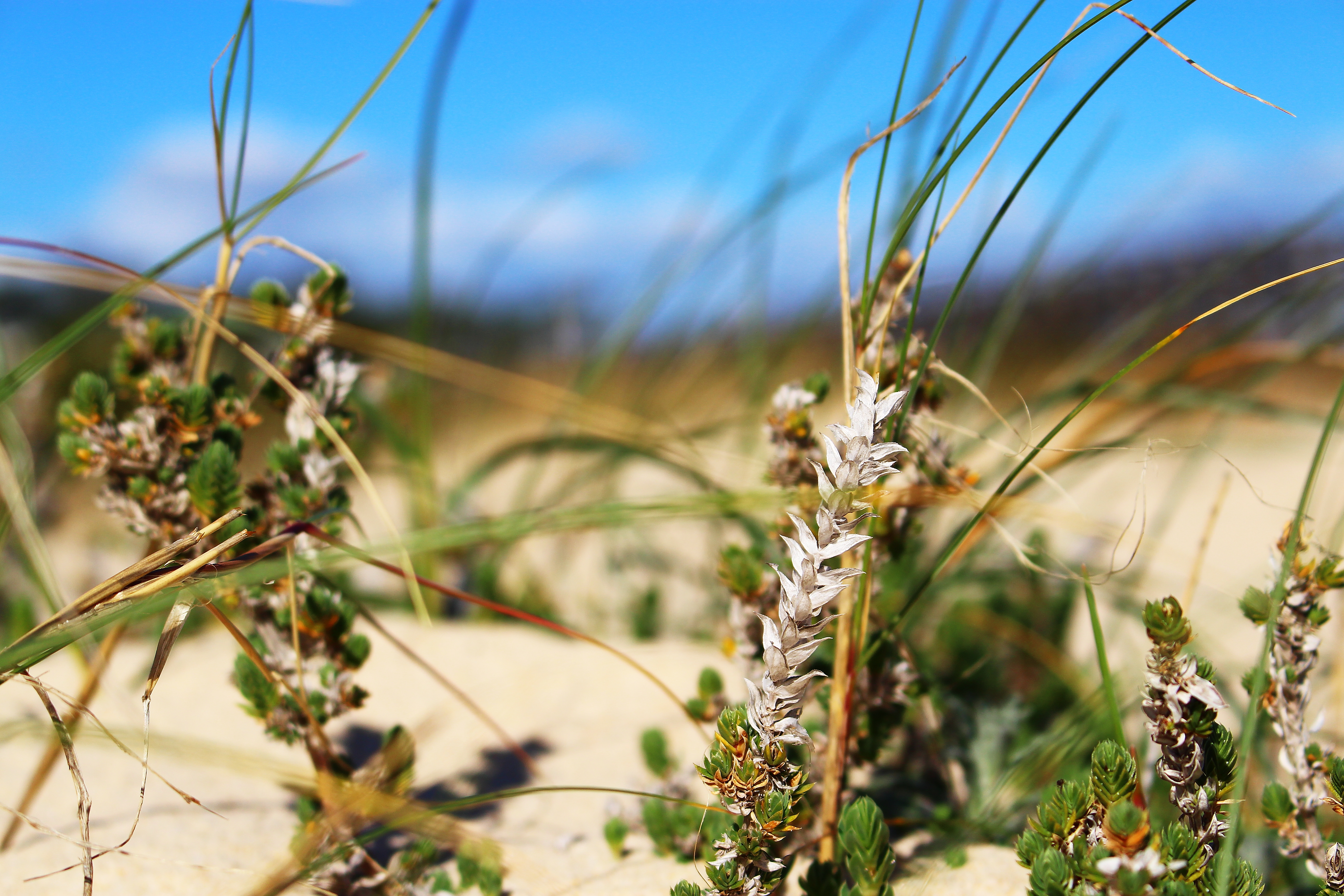
Flore dunaire de Manta Rota

Manta Rota est une petite ville de la paroisse civile de Vila Nova de Cacela, dans la municipalité de Vila Real de Santo António, célèbre pour sa plage. Sa grande superficie, combinée à un climat méditerranéen caractérisé par des températures agréables toute l'année et des eaux calmes et chaudes pendant la période de baignade, sont des facteurs qui attirent chaque année des milliers de touristes nationaux et étrangers.

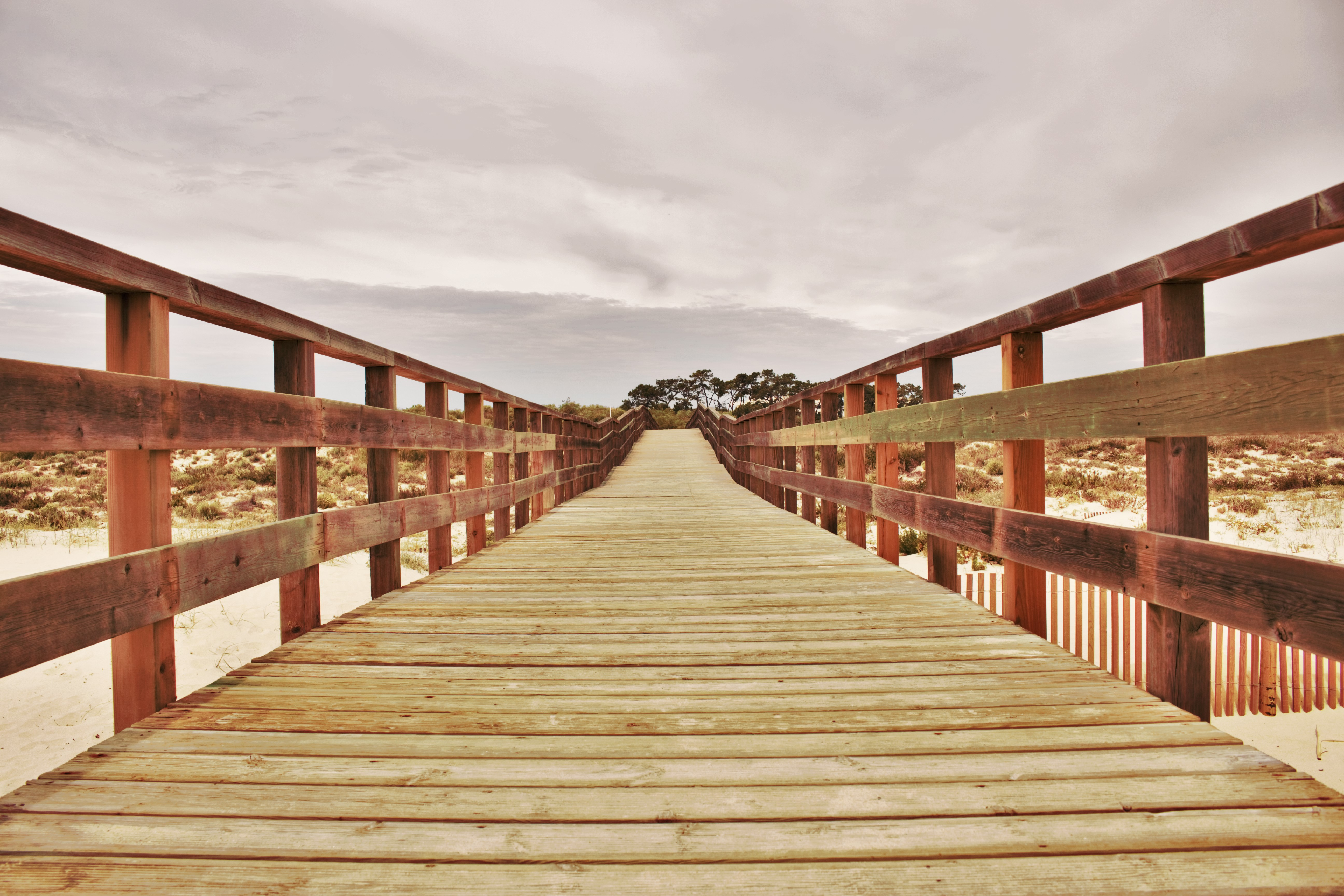
Passerelle vers la plage

## Emplacement
Manta Rota est située à environ deux kilomètres au sud de Vila Nova, un kilomètre à l'ouest de Lota, dix kilomètres à l'ouest de Vila Real, quinze kilomètres à l'ouest du pont international de Guadiana, dix kilomètres à l'est de Tavira, quarante kilomètres à l'est de Faro, et quarante-cinq kilomètres de l'aéroport international de l'Algarve (Faro). Elle est desservie par la route nationale 125.

## Démographie
Selon le recensement de 2011, la localité comptait 957 habitants.

## Histoire
Dans la région autour de Manta Rota, d'importantes traces de colonisation romaine ont été trouvées. Un vase en céramique avec des pièces de monnaie a été trouvé près d'une ferme ; il datait des IIIe et IVe siècles après JC. Au XIXe siècle, les fondations de grands édifices et une profusion d'amphores et de lampes étaient encore visibles. La villa de Manta Rota a été étudiée par Leite de Vasconcelos, et Estácio da Veiga mentionne l'existence de vestiges islamiques.
Pendant l'occupation romaine, cette région faisait partie de la circonscription administrative de la ville de Balsa. Les principales productions étaient l'huile d'olive, le vin, la viande, les légumes et les fruits, l'accent étant mis sur la production de figues. Strabon a déclaré que la prospérité de la région était due au commerce maritime effectué par des navires marchands le long de la côte et sur de petits bateaux dans les rivières et les estuaires.
Le long de la côte orientale de l'Algarve, on trouve plusieurs traces de structures industrielles, notamment dans la région de Manta Rota, qui exploitaient les richesses de la mer et de l'estuaire à travers la pêche, la collecte de la pourpre du murex, le salage et la préparation de sauces de poisson et la production de sel. La pêche à la sardine, une espèce abondante dans la baie de Monte Gordo, était l'activité dominante. La pêche à la baleine, au thon et à l'espadon a également joué un rôle important dans l'économie locale.
Pendant la domination islamique, Cacela était le centre administratif et militaire d'une région agricole, l'iqlim, qui s'étendait jusqu'à Alcoutim et avait le territoire de Niebla comme frontière orientale. La région était dirigée par la famille Darrag.
Après la conquête du château de Cacela par les troupes de l'Ordre de Santiago, en 1240, le roi D. Sanche II fit don de cette fortification à cet ordre militaire. D. Dinis accorda à Cacela une charte en 1283. La ville et ses environs disposent désormais d'un conseil et d'un maire. Les terres furent alors partagées entre la Couronne et l'Église. Au cours des siècles suivants, en raison des attaques constantes des corsaires et des pirates du Maghreb, la côte se dépeuple et la population se disperse dans les fermes situées entre les montagnes et la côte. L'envasement et les modifications du littoral ont également contribué à la fuite de la population.
Avec la construction de Vila Real de Santo António, l'ancienne municipalité de Cacela, qui comprenait les territoires des paroisses actuelles d'Odeleite et d'Azinhal, a été replacée, et en 1774, Cacela fait partie de la nouvelle municipalité de Vila Real de Santo António.
Le 24 juin 1833 D. António José de Sousa Manuel et Meneses Severim de Noronha, comte de Vila Flor et duc de Terceira, débarquèrent sur la plage de Lota avec un contingent de 2 500 hommes. Les troupes libérales traversent alors l'Algarve et l'Alentejo et poursuivent victorieusement vers Lisbonne. Cet événement s'est avéré fondamental pour la victoire de Pedro IV contre les partisans de Miguel Ier pendant la guerre civile portugaise.

## Caractéristiques naturelles

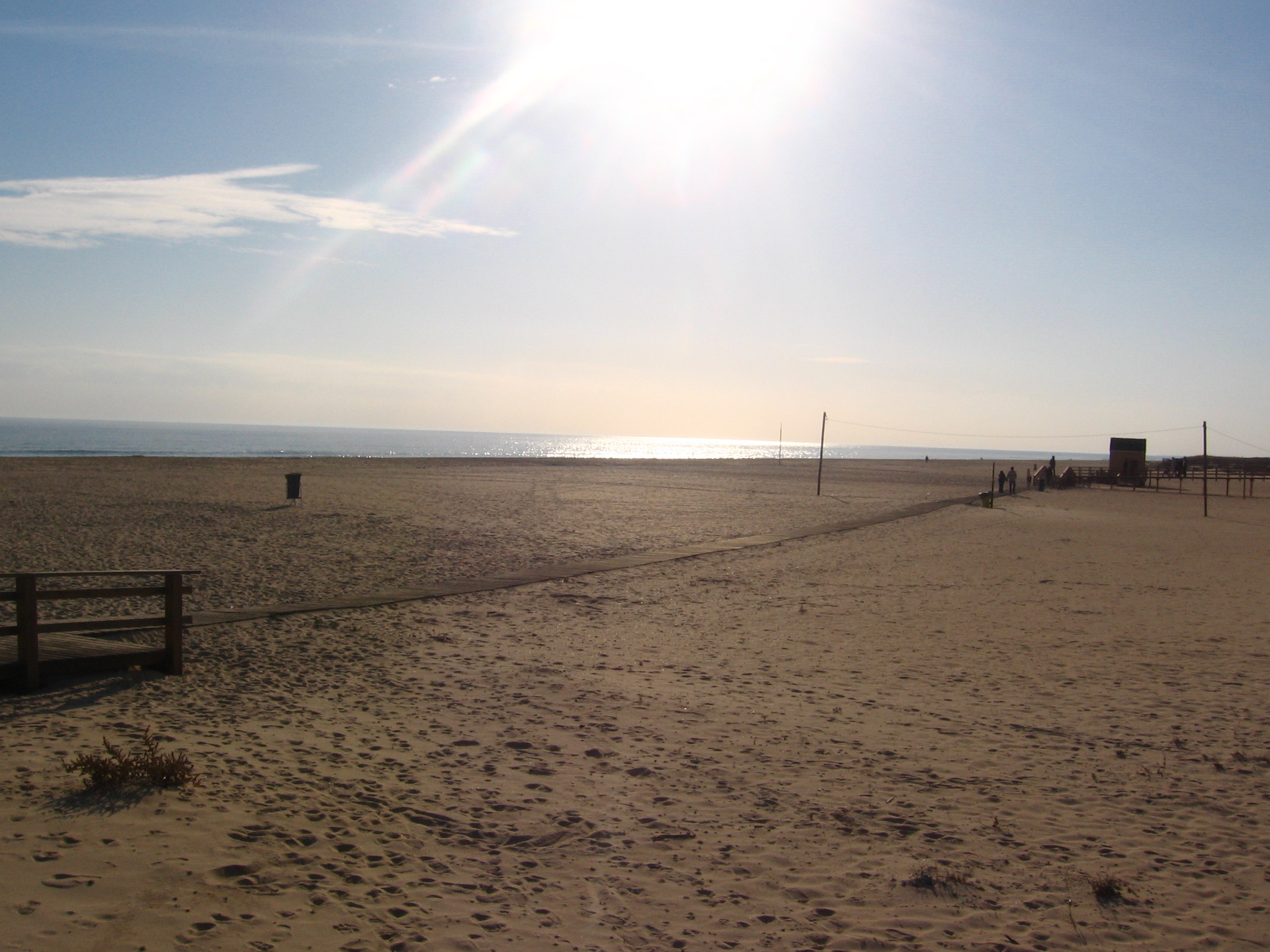
Plage de Manta Rota.

La plage de Manta Rota fait partie d'une vaste zone côtière sablonneuse qui s'étend de l'embouchure du fleuve Guadiana jusqu'à la péninsule de Cacela. À l'ouest de la plage de Manta Rota se trouve la plage de Cacela Velha, également connue sous le nom de plage de Cacela, et à l'est se trouve la plage de Lota, également connue sous le nom de plage de Alto ou de plage de Sítio do Alto.
Le climat présente des caractéristiques communes au reste de la côte orientale de l'Algarve.
Les étés sont longs, secs et chauds, même si les températures maximales moyennes en juillet et août se situent autour de 28/30 °C, bien inférieures à celles que l'on trouve dans d'autres régions du sud de l'Espagne et du Portugal ; en revanche, le nombre moyen de nuits tropicales (nuits pendant lesquelles la température ne descend pas en dessous de 20°C) sur la côte de l'Algarve cette saison est considérable. Les hivers sont courts, pluvieux et doux. À cette époque de l’année, les températures minimales moyennes avoisinent les 9°C.
La côte orientale de l’Algarve est l’une des régions les plus chaudes du Portugal continental. Sa température moyenne annuelle est d'environ 18°C.
L’une des caractéristiques de la côte orientale de l’Algarve est la forte influence des vents d’est. La présence de ces vents annonce normalement une augmentation considérable de la température de l’eau de mer, qui a atteint ces dernières années 28°C. Ce sont les jours dits du « soulèvement ».

## Points d'intérêt
La plage de Manta Rota est située à l'extrémité orientale du parc naturel de Ria Formosa, une zone humide importante et un point d'observation pour les oiseaux migrateurs.
Depuis cette plage, vous pourrez faire des promenades le long de la Ria Formosa jusqu'au village historique de Cacela Velha, vous permettant d'observer une falaise fossile, des traces d'une chaussée d'origine romaine et divers écosystèmes, comme des dunes côtières ou des marais salants. À l'embouchure de Ribeira de Cacela se trouve un important gisement de fossiles, présentant des caractéristiques uniques au niveau national et européen. La faune et la flore sont très diverses, et il est important de souligner la présence d'un grand nombre d'espèces d'oiseaux aquatiques, ainsi qu'une importante population de caméléons.
La péninsule de Cacela constitue le prolongement de la chaîne de sable et de dunes de la plage de Manta Rota à l'est ; ce banc de sable sépare la mer de la ria. En 2009, la plage de Cacela Velha a été considérée comme l'une des dix meilleures plages d'Europe pour la promenade. La presqu'île sablonneuse, de par son isolement, est fréquentée par les amateurs de naturisme. La petite péninsule est également populaire auprès de la communauté gay et lesbienne.
À la fin du mois d'août, des festivités sont organisées en l'honneur de Saint Jean Baptiste, avec pour point culminant le bain sacré du matin du 29 août, évoquant l'époque où les habitants de la Serra do Caldeirão descendaient sur la côte pour se baigner dans l'océan.
L'ancien Premier ministre Pedro Passos Coelho était l'un des vacanciers les plus célèbres de Manta Rota, tout comme l'artiste Pedro Cabrita Reis, la présentatrice de télévision Maya ou l'écrivain et journaliste João Lopes Marques.

## Équipement touristique
La plage est certifiée Pavillon Bleu et dispose normalement de deux concessions bien équipées. Des équipements d'assistance aux personnes handicapées ont été créés. En 2007, le processus de réorganisation urbaine et environnementale de la plage a pris fin, qui comprenait la mise en place de passerelles surélevées en bois, le pavage des parkings est et ouest, la création d'une place publique, la requalification du cordon dunaire et l'ouverture de nouveaux commerces et restaurants. En 2008, la municipalité a ouvert le premier club de plage d'été de l'est de l'Algarve. À l'été 2010, le deuxième club de plage de Manta Rota a été ouvert. En 2011, la plage de Manta Rota a été considérée comme l'une des plus belles plages du pays par l'association environnementale Quercus.
À Manta Rota, ainsi que dans ses environs, il existe différentes options d'hébergement (pensions, tourisme rural, hôtels, appart-hôtels), avec de nouveaux hébergements de qualité prévus. Il y a aussi quatre terrains de golf : Quinta da Ria et Quinta de Cima (à côté du village de Fábrica), Monte Rei et Benamor (déjà dans la paroisse de Conceição de Tavira).

## Gastronomie
La cuisine de cette région de l’est de l’Algarve est très diversifiée. Dans les restaurants locaux, prédominent les plats à base de poisson frais, de fruits de mer, de poulpe et de seiche, typiques de la cuisine traditionnelle de la côte de l'Algarve. Cependant, la variété gastronomique locale ne s'arrête pas là, avec quelques plats uniques comme les soupes et les salades froides (gaspacho de l'Algarve, salade d'œufs frais, steak de thon), ainsi que la bouillie de maïs aux conquilhas, la feijoada de couteaux et la soupe de poulet.

## Réferences
- (pt) Cet article est partiellement ou en totalité issu de l’article de Wikipédia en portugais intitulé « Manta Rota » (voir la liste des auteurs).

1. ↑  Isabel Choat, « Top 10 European beaches by foot », The Guardian,‎ 28 août 2009 (lire en ligne, consulté le 6 octobre 2024).
2. ↑  « Praias LGBT em Portugal : Praia da Cacela Velha », sur dezanove.pt (consulté le 6 octobre 2024).